# 双河镇 (确山县)
双河镇，是中华人民共和国河南省驻马店市确山县下辖的一个乡镇级行政单位。

## 行政区划
双河镇下辖以下地区：施庄村
双河村、邢庄村、夏庙村、凌楼村、陈上庄村、王老庄村、大徐庄村、金沟村、陈店村、张店村、马坡村、余庄村、王堂村、杨店村、施庄村、蔡庄村、韩楼村、蔡楼村、张楼村、刘龙集村、唐庄村、大邓庄村和大戴庄村。